# Электронный текстиль

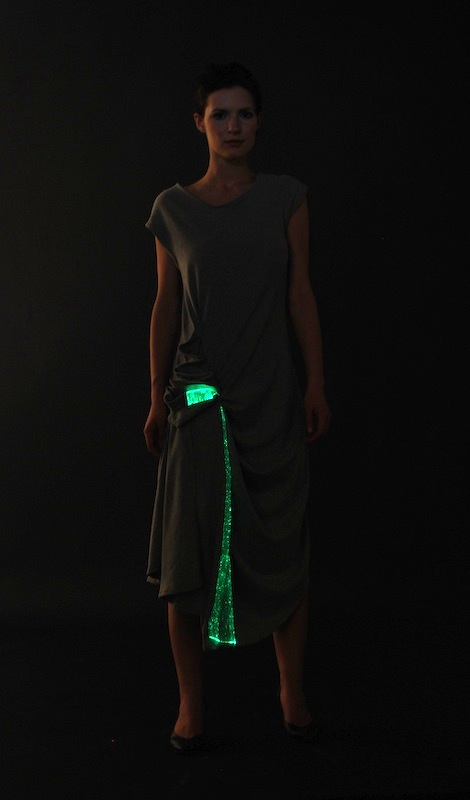
Светодиоды и оптоволокно как часть женской моды

Е-ткани (известны также под термином «электронная ткань» или «умная ткань») — вид текстиля, содержащий электронику (включая небольшие компьютеры), и в котором применены цифровые технологии. Многие виды высокотехнологичной, умной одежды, а также технологии, которые применяются при её производстве, содержат электронный текстиль.
Электронный текстиль следует отличать от приборов, относящихся к классу носимых компьютеров, встраиваемых в компоненты одежды, так как упор делается именно на бесстыковое встраивание электронных компонентов, таких как микрокомпьютеры, датчики или включатели в ткани.
Такого рода технологии объединяются под общим термином Файбертроника (англ. fiber — волокна и electorincs — электроника). Данная дисциплина занимается изучением применения возможностей электроники при производстве тканей.

## История
Основные материалы, необходимые для создания электронного текстиля, проводящих нитей и тканей, существуют уже более 1000 лет. В частности, ремесленники веками обертывали тонкую металлическую фольгу, чаще всего золотую и серебряную, вокруг нитей ткани. Например, многие платья королевы Елизаветы I были расшиты золотыми нитями.
В конце 19 века, по мере того как люди развивались и привыкали к электрическим приборам, дизайнеры и инженеры начали сочетать электричество с одеждой и ювелирными изделиями — разрабатывая серию светящихся и моторизованных ожерелий, шляп, брошей и костюмов. Например, в конце 1800-х годов человек мог нанять молодых женщин, одетых в вечерние платья со светлыми заклепками, в компании Electric Girl Lighting для проведения коктейльных вечеринок.
В 1968 году Музей современного ремесла в Нью-Йорке провел новаторскую выставку под названием «Покрытие тела», посвященную взаимосвязи между технологией и одеждой. На шоу были представлены скафандры астронавтов вместе с одеждой, которая могла надуваться и сдуваться, загораться, нагреваться и охлаждаться. Особого внимания в этой коллекции заслуживает работа Дианы Дью, дизайнера, создавшего линию электронной моды, включающую электролюминесцентные вечерние платья и пояса, которые могли издавать тревожные сирены.
В 1985 году изобретатель Гарри Уэйнрайт создал первую полностью анимированную толстовку. Рубашка состояла из волоконной оптики, проводов и микропроцессора для управления отдельными кадрами анимации. В результате на поверхности рубашки появился полноцветный мультфильм. В 1995 году Уэйнрайт изобрел первую машину, позволяющую обрабатывать волоконную оптику в ткани, процесс, необходимый для производства, достаточный для массового рынка, а в 1997 году нанял немецкого конструктора машин Герберта Сельбаха из Selbach Machinery для производства первого в мире станка с ЧПУ, способного автоматически имплантировать волоконную оптику в любой гибкий материал. Получив первый из дюжины патентов, основанных на светодиодных/оптических дисплеях и оборудовании в 1989 году, первые станки с ЧПУ были запущены в производство в 1998 году, начиная с производства анимационных пальто для парков Диснея в 1998 году. Первые куртки для ЭКГ с биофизическим дисплеем, использующие светодиодные/оптические дисплеи, были созданы Уэйнрайтом и Дэвидом Бычковым, генеральным директором Exmovere в то время в 2005 году с использованием датчиков GSR в часах, подключенных через Bluetooth к встроенному дисплею для машинной стирки в джинсовой куртке, и были продемонстрированы на конференции Smart Fabrics, состоявшейся в Вашингтоне, округ Колумбия, 7 мая 2007 года. Дополнительные технологии интеллектуальных тканей были представлены Уэйнрайтом на двух конференциях Flextech по гибким дисплеям, проведенных в Финиксе, штат Аризона, на которых были продемонстрированы инфракрасные цифровые дисплеи, встроенные в ткани для IFF (Идентификация друга или врага), которые были представлены BAE Systems для оценки в 2006 году и получили награду «Почетное упоминание» от НАСА в 2010 году за их технические резюме, конкурс «Дизайн будущего». Сотрудники Массачусетского технологического института приобрели несколько полностью анимированных пальто для своих исследователей, чтобы надеть их на демонстрации в 1999 году, чтобы привлечь внимание к их исследованиям «Носимых компьютеров». Уэйнрайту было поручено выступить на конференции текстильщиков и колористов в Мельбурне, Австралия, 5 июня 2012 года, где его попросили продемонстрировать свои творения из ткани, которые меняют цвет с помощью любого смартфона, указывают абонентов на мобильных телефонах без цифрового дисплея и содержат функции безопасности Wi-Fi, которые защищают кошельки и личные вещи от кражи.
В середине 1990-х годов группа исследователей Массачусетского технологического института во главе со Стивом Мэнном, Тэдом Старнером и Сэнди Пентландом начала разрабатывать то, что они назвали носимыми компьютерами. Эти устройства состояли из традиционного компьютерного оборудования, прикрепленного к телу и носимого на нем. В ответ на технические, социальные и дизайнерские проблемы, с которыми столкнулись эти исследователи, другая группа в Массачусетском технологическом институте, в которую входили Мэгги Орт и Реми Пост, начала изучать, как такие устройства могут быть более изящно интегрированы в одежду и другие мягкие подложки. Среди других разработок эта команда исследовала интеграцию цифровой электроники с проводящими тканями и разработала метод вышивания электронных схем. Один из первых коммерчески доступных носимых микроконтроллеров на базе Arduino, называемый Lilypad Arduino, также был создан в MIT Media Lab Лией Бучли.
Дома моды, такие как CuteCircuit, используют электронный текстиль для своих коллекций высокой моды и специальных проектов. Рубашка для объятий CuteCircuit позволяет пользователю отправлять электронные объятия через датчики внутри одежды.

## Обзор
Существует два вида интеграции электронных компонентов и тканей:
- Электронный текстиль, содержащий электронное оборудование (проводники, интегральные схемы, ЖК-дисплеи и аккумуляторы, которые встраиваются непосредственно в предметы одежды)[9].
- Электронный текстиль, который уже сам состоит из электронных материалов[10]. Например, его волокна могут содержать проводники, резисторы, транзисторы или диоды.

Электронный текстиль — это в основном проводящая пряжа, текстиль и ткани, в то время как другая половина поставщиков и производителей использует проводящие полимеры, такие как полиацетилен и полифениленвинилен.
Большинство исследовательских и коммерческих проектов в области электронного текстиля представляют собой гибриды, в которых электронные компоненты, встроенные в текстиль, подключены к классическим электронным устройствам или компонентам. Некоторыми примерами являются сенсорные кнопки, которые полностью выполнены в текстильных формах с использованием проводящих текстильных переплетений, которые затем подключаются к устройствам, таким как музыкальные проигрыватели или светодиоды, которые установлены на тканых проводящих волоконных сетях для формирования дисплеев.
Печатные датчики как для физиологического, так и для экологического мониторинга были интегрированы в текстиль, включая хлопок, Gore-Tex и неопрен.

## Датчики
Умная текстильная ткань может быть изготовлена из материалов, начиная от традиционного хлопка, полиэстера и нейлона и заканчивая современным кевларом со встроенными функциями. В настоящее время, однако, представляют интерес ткани с электропроводностью. Электропроводящие ткани были получены путем осаждения наночастиц металла вокруг тканых волокон и тканей. Полученные металлические ткани являются проводящими, гидрофильными и имеют высокую электроактивную площадь поверхности. Эти свойства делают их идеальными субстратами для электрохимического биосенсирования, что было продемонстрировано при обнаружении ДНК и белков.
Существует два вида интеллектуальных текстильных (тканевых) продуктов, которые были разработаны и изучены для мониторинга состояния здоровья: ткань с сенсорной электроникой на текстильной основе и ткань, которая охватывает традиционную сенсорную электронику. Было показано, что плетение может быть использовано для включения электропроводящей нити в ткань для получения ткани, которую можно использовать в качестве «носимой материнской платы». Он может подключать несколько датчиков на теле, таких как электроды ЭКГ с влажным гелем, к электронике сбора сигналов. Более поздние исследования показали, что проводящие нити могут сыграть важную роль в изготовлении датчиков на текстильной основе, изготовленных из ткани или металлических сеток, покрытых серебром или проводящими металлическими сердечниками, вплетенными в ткань.
В исследованиях существует два широких подхода к изготовлению одежды с электродами датчика ЭКГ:
- Готовая одежда за счет функционализации или интеграции готовой одежды с сенсорными элементами. Этот подход предполагает интеграцию готовых электродов в готовую одежду путем простого сшивания электродов в соответствующих местах на одежде или использования методов осаждения для переноса функциональных материалов в соответствующие места.
- Незаконченная одежда. Внедрение интеллектуальных материалов в процессе изготовления одежды. Этот законченный подход предполагает использование технологий изготовления текстиля для формирования тканых или нетканых материалов с включением функциональных материалов[18].

## Волоконная электроника
Как и в классической электронике, создание электронных возможностей на текстильных волокнах требует использования проводящих и полупроводящих материалов, таких как токопроводящий текстиль. Сегодня существует ряд коммерческих волокон, которые включают металлические волокна, смешанные с текстильными волокнами, с образованием проводящих волокон, которые могут быть сотканы или сшиты. Однако, поскольку и металлы, и классические полупроводники являются жесткими материалами, они не очень подходят для применения в текстильных волокнах, поскольку волокна подвергаются сильному растяжению и изгибу во время использования.
Одна из наиболее важных проблем электронного текстиля заключается в том, что волокна должны быть моющимися. Таким образом, электрические компоненты должны быть изолированы во время стирки, чтобы предотвратить повреждение.
Новым классом электронных материалов, которые больше подходят для электронного текстиля, является класс органических электронных материалов, поскольку они могут быть как проводящими, так и полупроводящими, и выполнены в виде чернил и пластмасс.
Некоторые из наиболее продвинутых функций, которые были продемонстрированы в лаборатории, включают:
- Транзисторы из органического волокна[21][22]: первый транзистор из текстильного волокна, полностью совместимый с текстильным производством и вообще не содержащий металлов.
- Органические солнечные элементы на волокнах[23].